# Музей современного искусства (Клагенфурт)
Музей современного искусства Каринтии (нем. Museum Moderner Kunst Kärnten, MMKK) — художественная галерея в центре города Клагенфурт-ам-Вёртерзе (земля Каринтия), открытая в 1965 году в помещениях местного дворца («замка», Klagenfurter Burg); стала самостоятельной организацией в 2003 году; музей располагает выставочной площадью около 1000 м², которую использует для проведения временных — персональных и тематических — выставок как региональных и австрийских, так и международных современных художников; бывшая часовня, украшенная фресками в стиле барокко, также доступна художникам — как место для инсталляций.

## История и описание

### Здание
Музей современного искусства Каринтии расположен историческом здании центре города Клагенфурт-ам-Вёртерзее — в так называемом «Замке» (Burg). Здание было построено в 1586 году с целью размещения в нём школы для детей из местного протестантского дворянства, «Коллегии мудрости и благочестия» (Collegium sapientiae et pietatis). После закрытия школы, произошедшей в ходе контрреформации в регионе, здание стало использоваться в качестве административного — с 1601 года оно являлось резиденцией местного бургграфа. После пожаров 1636 и 1723 годов «Замок» был дважды перестроен, а в 1733—1734 годах к нему были добавлены северный фронтон и часовня.
В 1747 году императрица Мария Терезия решила разместить в здании новый провинциальный орган власти — «Repräsentation und Kammer» — который с 1763 года стал правительством провинции (Landeshauptmannschaft). В 1773 году к зданию был достроен ещё один этаж, а фасад был перестроен. В период с 1791 по 1918 год здание являлось резиденцией губернатора; после Первой мировой войны, с 1919 года, «замок» сначала служил резиденцией югославского военного командования, а через год стал центральным офисом объединенной избирательной комиссии. С тех пор он использовался как административный корпус — а затем, до 1928 года, являлся школьным зданием.
С открытием в 1933 году галереи «Kärntner Landesgalerie» в «замке» стала размещаться художественная коллекция — в двух залах были выставлены 33 картины и скульптуры. В 1934—1937 годах помещения галереи были расширены и в них было представлено уже 98 произведений искусства. В 1938 году, после Аншлюса, здесь разместился офис Гестапо. В 1942 году художественная ассоциация «Kärntner Landesgalerie», управлявшая собранием, была распущена, а её коллекция была включена в собрание музея Каринтии. В 1943 году всё собрание было эвакуировано.
В 1965 году галерея Каринтии была вновь открыта в свежеотремонтированных залах. После масштабной реконструкции, проходившей под руководством архитекторов Гельмута Доминикуса и Ральфа Микулы в 2001—2003 годах, в «бурге» открылся Музей современного искусства Каринтии (MMKK) — торжественная церемония открытия независимой галереи с выставочной площадью около 1000 м² прошла весной 2003 года. Музейный двор (под открытым небом) площадью около 650 м² также является местом для размещения работ. Бывшая барочная часовня, украшенная фресками, созданными каринским художником Йозефом Фердинандом Фромиллером (1693—1760), теперь доступна для художников в качестве места для проведения художественных мероприятий и создания инсталляций — отдельный зал получил название «Kunstraum Burgkapelle». С 2010 года Кристина Ветцлингер-Грундниг (Christine Wetzlinger-Grundnig) руководит ММКК.

### Коллекция
Коллекция Музея современного искусства Клагенфурта фокусируется на работах известных художников XX и XXI веков; в рамках персональных и тематических выставок ММКК представляет произведения региональных, национальных (австрийских) и международных авторов. Постоянное собрание включает в себя работы таких художников и скульпторов как Ганс Бишофсхаузен, Кики Когельник, Мария Лассниг, Герман Нич, Арнульф Райнер и Ганс Штаудахер, а также — Хеймо Цоберниг и Ганс Шабус. Дополнительная программа включает в себя, помимо классических экскурсий, «творческие и интерактивные» предложения; кроме того музей проводит мероприятия в области литературы, музыки, сценического искусства и искусствоведения.